# Donkere zanghavik
De donkere zanghavik (Melierax metabates) is een roofvogel uit de familie van de haviken die bij voorkeur in tropische en subtropische savannes leeft, maar ook wel aan de randen van woestijnen en dichtbegroeide gebieden gevonden wordt.

## Verspreiding
Het belangrijkste leefgebied van de donkere zanghavik bestaat uit Sub-Saharisch Afrika en het zuidwestelijk kustgebied van het Arabisch Schiereiland. Er leeft ook een kleine populatie in het uiterste zuidwesten van Marokko.
De soort telt vier ondersoorten:
- M. m. theresae: zuidwestelijk Marokko.
- M. m. ignoscens: het zuidwestelijk Arabisch Schiereiland.
- M. m. metabates: van Senegal tot Ethiopië en noordelijk Tanzania.
- M. m. mechowi: van Gabon tot zuidelijk Tanzania, zuidelijk tot Angola en Zuid-Afrika.

## Trek
Het is een standvogel, die wel durft te zwerven tijdens de broedtijd.

## Broedgedrag
Hier is heel weinig over bekend. Men weet wel dat hij graag zijn nesten bouwt in bomen met een dichte bladerkroon op een hoogte van rond de 7 meter. Normaal gezien legt hij slechts één ei, een enkele keer twee. Ze worden rond de periode februari-maart gelegd.

## Prooien
Zijn lievelingseten bestaat uit reptielen, hagedissen, kameleons en slangen. Ook insecten, kleine knaagdieren en kleine vogels kan hij wel smaken.

## Jacht
Hij staat op de uitkijk op een tak, stronk of paal, om vanaf deze post de prooi met een snelle uitval beet te nemen. Op zijn zoektocht naar prooien loopt hij soms ook rond op de grond.